# Mariene ecoregio Zuidelijke Cookeilanden/Australeilanden
De Mariene ecoregio Zuidelijke Cookeilanden/Australeilanden (160) (Engels: Southern Cook/Austral Islands marine ecoregion) is een biogeografische regio en ligt in het centrale deel van de Grote Oceaan in de Mariene provincie Zuidoost-Polynesië (40) in het Marien rijk Oostelijke Indo-Pacific. De mariene ecoregio is vastgesteld door het World Wide Fund for Nature en The Nature Conservancy en is vernoemd naar de Cookeilanden en de Australeilanden.
In het noordoosten grenst het gebied aan de mariene ecoregio Genootschapseilanden (161), in het oosten aan de mariene ecoregio Tuamotu (158), in het zuidoosten aan de mariene ecoregio Rapa-Pitcairn (159) en in het westen aan de mariene ecoregio Tonga-eilanden (146).

## Geografie
De mariene ecoregio ligt in het centrale deel van de Grote Oceaan rond de zuidelijke Cookeilanden (Nieuw-Zeeland) en de westelijke Australeilanden (Frans-Polynesië), exclusief de Bass-eilanden. Het gebied strekt zich uit van de wateren rond Raivavae van de Tubuai-eilanden (deel Australeilanden) in het zuidoosten tot aan het Palmerstoneiland in het noordwesten.
Door het gebied stroomt de Zuid-Pacifische gyre.

## Biogeografie
Het gebied kent zeeleven dat houdt van tropische temperaturen.